# Гетайры

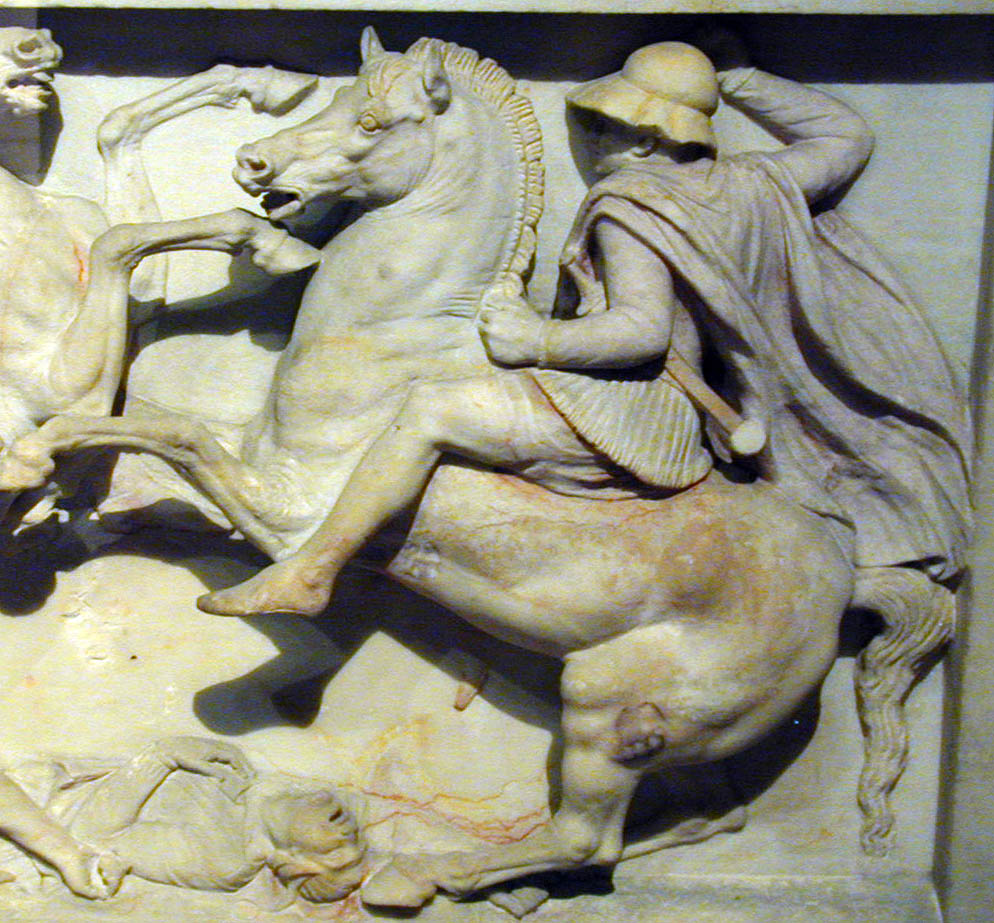
Македонский кавалерист в беотийском шлеме с Сидонского саркофага (IV в. до н. э.)

Гетайры, также этеры (др.-греч. ἑταῖροι [hetairoi]) — конная гвардия постоянного войска македонского царя из тяжеловооружённых всадников времён Александра Великого.

## История создания
Термин «гетайры» обозначает «друзья» или «спутники». О древности слова свидетельствуют его упоминание в «Илиаде» Гомера, существование культа Зевса Гетайрея и праздника Гетайридеи в фессалийской Магнезии, который, по преданию, ввёл мифологический герой Ясон. Предположительно, первоначально гетайры составляли свиту царя и входили в его военный совет. Выделение военной аристократии всадников-гетайров в Древней Македонии произошло в VI—V веке до н. э. Македонский царь наделял «друзей» земельными наделами, назначал их на ответственные посты и раздавал подарки, за что получал с их стороны политическую и военную поддержку. Гетайры занимали элитарное положение среди македонян. Историк IV века до н. э. Феопомп писал: «гетайров было не более восьмисот, но земельных доходов они получали не менее, чем десять тысяч эллинов в обширной и плодородной местности». Другой античный историк IV века до н. э. Анаксимен утверждал, что «Александр приучил знатнейших служить в коннице, назвав их гетайрами». Однако Анаксимен не указал какого из македонских царей он имел в виду. Предположительно, речь шла об Александре I (498—454 годы до н. э.).
В какой-то момент гетайры стали ядром македонского войска — наиболее боеспособным войсковым соединением Македонии и опорой власти царя. Это привело к тому, что ранние Аргеады не рисковали вести продолжительные военные действия, которые грозили большими потерями. Отряд гетайров, несмотря на свою боеспособность, было крайне сложно восполнять. Это определяло внешнюю политику македонских царей, которые старались вести лишь те военные кампании, в которых была высока вероятность успеха.
Филипп II в рамках военной реформы численно увеличил, перевооружил и обучил новым тактическим приёмам, во многом позаимствованным у фракийцев, корпус аристократической конницы гетайров, что привело к появлению одного из наиболее боеспособных войсковых соединений античности. Одним из нововведений Филиппа II стало привлечение в состав не только знатных македонян, но и фессалийцев и других греков. Также, всаднику дозволялось иметь лишь одного обозного. Предположительно, до реформы за каждым гетайром следовало как минимум два денщика, либо даже целый штат прислуги. Для увеличения боеспособности и маневренности корпуса гетайров Филипп II ввёл клинообразное построение. Основная масса всадников следовала за теми, кто находился в острие строя.
По сути это прообраз дворянского корпуса, то есть людей, вознаграждаемых за службу земельными наделами. Комплектование конницы гетайров происходило по округам, попасть на службу могли только знатные юноши, поскольку другим было не осилить содержание и стоимость коня и амуниции. Служба под царём была взаимовыгодной: царь укреплял личную преданность знати к себе, благородные юноши получали возможность сделать военную и гражданскую карьеру. Македонский царь в 440-х г. до н. э. Пердикка II имел дружину в несколько сотен конных македонян. С ней он путешествовал по обширной территории, воюя с удельными князьями, которые, в свою очередь, имели такие же дружины. Так, элимийский князь Дерда II в 381 до н. э. имел 400 всадников. Греков восхищала боевая выучка его эскадрона — в столкновениях с ним наёмная конница греков искала спасения в бегстве.
Филипп II принимал в гетайры всех: не только знатных македонян, но и предприимчивых греков и варваров, достойных в бою и компанейских в попойке. Вначале у него было 600 конных, в 340-х г. до н. э. греки насчитывали около 800, но владели они большей землёй, чем любые 10 тысяч богатых греков. При Александре Великом в гетайры стали брать покорённых персов и прочих, кто отличался знатностью и другими достоинствами. Из гетайров царь подбирал командиров отрядов, доверенных лиц, сатрапов областей. После смерти Александра термин «гетайры», как несущий личностные моменты во взаимоотношениях между царём и дружиной, выходит из употребления. В эпоху непрерывных войн и неустойчивых царей гетайры превратились в просто тяжеловооружённых ударных конников, разделённых по странам, государствам и нациям.

## Структура и численность
Изначально количество гетайров было невелико. Предположительно, их численность до начала правления Филиппа II (359—336 годы до н. э.) колебалось в районе 800. Филипп II в последние годы своего правления существенно увеличил их количество. В начале правления преемник Филиппа II Александр III Великий начал Восточный поход с войском, которое включало 1800 гетайров. Впоследствии их численность была увеличена до 2400. Гетайры, с которыми Александр начал свой Восточный поход, были распределены на 8 ил. В историографии существует дискуссия о численности илы гетайров. Большинство историков считают, что каждая ила состояла из около 200 гетайров, а также существовала «царская ила» и/или «агема» в которой находился царь. Численность царской илы, либо царской илы и агемы, составляла 400 всадников. Возможно, часть гетайров остались в Македонии и общая численность ил в конце правления Филиппа II в Македонии составляла 14.
Илы формировались по территориальному принципу. Из восьми ил, которые участвовали в битве при Гавгамелах 331 года до н. э. Александра известно название пяти — боттиэйская, анфемунтская, амфиполитанская, апполонийская и «белоземельная» («Левгайская»). Первые четыре илы соответствуют Боттиее, Анфемунту, Амфиполю, Аполлонии. Местность откуда были набраны гетайры «белоземельной» илы достоверно неизвестно. Историк Н. Хаммонд предположил, что речь шла о Пиерии, южной македонской области с беловатой почвой за счёт меловых отложений. В указанное время Боттиея и Аполлония не были густо заселены. На этом основании А. К. Нефёдкин высказал предположение, что гетайры из этих ил не были местными жителями, а являлись македонянами, которым царь подарил земельные наделы в этих областях.
Во время Восточного похода Александра существовала должность секретаря конницы, который распределял лошадей между всадниками у которых погиб или умер конь.
Общее количество гетайров Александра Великого, или тяжеловооружённых конников, оценивается при вторжении в Азию в 1800 под командованием Филоты до 2500 в последние годы жизни Александра. При царе ещё находился личный эскадрон (агема) в 300 всадников под командованием Клита Чёрного. Численность регулярных эскадронов составляла 200—250 всадников. Диодор упоминает 8 регулярных эскадронов (без агемы) в битве при Гавгамелах.
После казни Филоты в 330 до н. э. командование конницей разделено между Клитом Чёрным и Гефестионом. После смерти обоих командование гетайрами перешло в руки Пердикки, что помогло ему захватить власть после смерти Александра.
Эскадроны в текстах именуются илами (ile), хотя по тактическому наставлению Асклепиодота численность илы должна быть 64 всадника. Здесь возможно произошла путаница с названием римских эскадронов (ala). После разгрома Дария Александр провёл реформу, укрупнив эскадроны в 4 гиппархии (гиппархия состоит из 512 всадников согласно Асклепиодоту) и добавив 5-ю гиппархию из новых подданных.

## Вооружение и экипировка гетайров

Македонское кавалерийское копьё с двумя наконечниками на монете II в. до н. э.

Об экипировке гетайров почти не осталось сведений, и в основном их амуниция может быть восстановлена по фрескам и рельефам. Сёдла и стремена в те времена ещё не были изобретены, и гетайры вместо седла использовали мягкую подкладку (чепрак) из войлока или шкуры. Кони в бою были не защищены.
Основным оружием являлось кавалерийское копьё, длиной не более 3 м, если судить по изображениям. Копьё держали одной рукой наперевес, когда наносили удары — поднимали над головой. Другой рукой управляли конём за поводья. Полибий пишет о греческих (то есть македонских) кавалерийских копьях: «… первый удар наконечником копья будет хорошо нацелен и результативен, так как копьё так устроено, чтобы быть устойчивым и крепким, а также его можно эффективно использовать, перевернув и ударяя остриём тыльной насадки».
Прямой меч длиной около 60 см являлся вспомогательным оружием и висел высоко на левом боку на перевязи через правое плечо. Такие мечи, ничем не отличающиеся от греческих ксифосов, были найдены в македонских захоронениях и изображены на барельефах. Считается, что гетайры должны также пользоваться однолезвийными кописами с изогнутым клинком, однако копис в руках македонянина встречается только один раз на мозаике из Пеллы, изображающей охоту на льва. Александр Македонский на известной мозаике из Помпей изображён с ксифосом. Тит Ливий пишет, что македонские кавалеристы конца III в. до н. э. были неприятно поражены действием «испанских» мечей (однотипных с кописами) в стычках с римской конницей.
Так как руки всадника заняты копьём и поводьями, щитами гетайры не пользовались. Из доспехов носили панцирь из льна или меди и шлем. Сам Александр по словам Плутарха предпочитал трофейный льняной доспех, так называемый линоторакс (склеенный из слоёв ткани из льна), гетайры могли носить короткие бронзовые кирасы, хотя прямых свидетельств этого нет. Скорее всего их панцири изготавливались из кожи или льна и подгонялись плотно под конкретного человека. В склепе Филиппа II обнаружен инкрустированный золотом панцирь, состоящий из железных пластин, хотя это скорее редкость. Бёдра защищались короткой юбочкой из полосок толстой кожи или льна. Нижние части ног и руки оставались открытыми. Шлемы из бронзы были в основном беотийского типа, открытые и удобные для жаркого климата. Такие шлемы хорошо видны на изображениях, по крайней мере один шлем найден в реке Тигр, там, где проходили воины Александра. В склепе Филиппа II найден железный шлем с гребнем, но он предназначался явно не для простых гетайров.
Защитные доспехи гетайров были легче, чем у тяжёлой персидской кавалерии, однако по словам Курция в этом заключалось преимущество: «Кони и всадники персов в равной мере были отягощены пластиночными панцирями и с трудом двигались в этом сражении [при Иссе], где главным была быстрота, так что фессалийцы на своих конях окружили их и брали в плен многих».

## Боевое применение
Именно гетайры наносили решающий удар в битвах Александра Великого, добиваясь успеха во взаимодействии с фалангой пикинёров. Как заметил один историк, фаланга служила наковальней Александру, кувалдой же была кавалерия. Не случайно потери гетайров в процентном соотношении были гораздо выше потерь в пехоте. Каждый эскадрон имел свой значок, возле которого группировались в бою. Эскадрон гетайров атаковал в клиновидном построении, которое Арриан приписывает изначально скифам, потом фракийцам, а после коннице Филиппа II. Вершину треугольного строя возглавлял командир, в двух других вершинах по сторонам треугольника размещались старшие всадники. В таком строю всадники хорошо держали направление вслед за командиром, могли прорвать вражеские ряды или развернуться в лаву при преследовании, могли легко осуществить разворот (когда один из старших всадников возглавлял строй), не нарушая порядка.
По тактическому разделению конницы Асклепиодотом гетайры относились к «сражающимся вблизи» или же «копьеносцам», в то время как персидская и греческая кавалерия должны быть отнесены к типу «метателей» (дротиков) или среднему типу. У персов, правда, были ещё катафрактарии: всадники, закрытые с ног до головы доспехами, но в силу малочисленности особой роли они не играли вплоть до создания Парфянского государства.
Удар гетайры наносили прежде всего по вражеской коннице либо по нестройной толпе пеших. Сомкнутый строй противника конница атаковала только с флангов и с тыла. С разгона били копьями, а затем как придётся (см. ниже). Арриан описывает эпизод в конном сражении при Гранике:

«… и обнаружилось превосходство Александровых воинов: они были не только сильнее и опытнее, но и были вооружены не дротиками, а тяжёлыми копьями с древками из кизила. В этой битве и у Александра сломалось копьё; он попросил другое у Ареты, царского стремянного, но и у того в жаркой схватке копьё сломалось, и он лихо дрался оставшейся половинкой. Показав её Александру, он попросил его обратиться к другому. Демарат коринфянин, один из „гетайров“, отдал ему своё копьё. Александр взял его; увидя, что Мифридат, Дариев зять, выехал далеко вперёд, ведя за собой всадников, образовавших как бы клин, он сам вынесся вперёд и, ударив Мифридата копьём в лицо, сбросил его на землю. В это мгновение на Александра кинулся Ресак и ударил его по голове кинжалом. Он разрубил шлем, но шлем задержал удар. Александр сбросил и его на землю, копьём поразив его в грудь и пробив панцирь».

Сила конницы гетайров заключалась прежде всего в личной отваге, дисциплине, хорошей управляемости и манёвренности. В зависимости от обстановки они могли биться и в пешем строю. В то время как персидские всадники стремились поразить врага с дистанции, дротиками, не желая слишком рисковать жизнью, гетайры всегда стремились к ближнему бою. Однако против сомкнутого строя фаланги либо римских легионов македонская конница была бессильна, лишь обход с тыла или фланга мог быть результативен.